# Скрылёв, Василий Романович
Скрылёв Василий Романович — советский металлург, Герой Социалистического Труда.

## Биография
Родился 1 января 1928 года в селе Тальменка Сибирского края. В 1947 году окончил курсы ФЗО. После пошел работать в прокатный цех Кузнецкого металлургического комбината. В 1960 году стал старшим вальцовщиком стана "750". В 1965 году окончил Кузнецкий металлургический техникум. В 1970 году бригада Скрылёва прокатала несколько тысяч тонн проката сверхпланово за пятилетку. Подготовил несколько десятков вальцовщиков.

## Награды и признание
В декабре 1973 года за проявленную трудовую доблесть  и достижение выдающихся успехов в социалистическом соревновании его наградили званием Героя Социалистического Труда. 
- орден Октябрьской Революции (1971г.),
- медаль "За трудовое отличие" (1952г.),
- медаль "За трудовую доблесть" (1954г.), "За доблестный труд. В ознаменование 100-летия Ленина"